# محمد عبدالعزیز خلیفه
محمد عبدالعزیز خلیفه (انگلیسی: Mohamed Abdel Aziz Khalifa؛ زادهٔ ۱۹۲۵) بازیکن واترپلو و شناگر اهل مصر بود.